# Rue Victor Lefèvre
Pour les articles homonymes, voir Victor et Lefèvre.
La rue Victor Lefèvre (en néerlandais : Victor Lefèvrestraat) est une rue bruxelloise de la commune de Schaerbeek qui va de la rue du Noyer, à hauteur de la place Wappers, jusqu'à la rue de Linthout.
Elle se prolonge par la rue Frédéric Pelletier.
Cette rue porte le nom d'un écrivain belge, Victor Lefèvre, né à Bruxelles le 18 octobre 1822 et décédé à Schaerbeek le 3 août 1904.